# Paraclius angustipennis
Paraclius angustipennis är en tvåvingeart som beskrevs av Van Duzee 1929. Paraclius angustipennis ingår i släktet Paraclius och familjen styltflugor.
Artens utbredningsområde är Guatemala. Inga underarter finns listade i Catalogue of Life.